# Comté de Franklin (Tennessee)
Pour les articles homonymes, voir Comté de Franklin.
Le comté de Franklin est un comté de l'État du Tennessee, aux États-Unis.